# José Manuel Pinto
José Manuel Pinto Colorado (født 8. november 1975) er en spansk tidligere fodboldspiller, der spillede som målmand.

## Karriere

### FC Barcelona
Han spillede indtil 2014 for FC Barcelona. Han var også tilknyttet Celta Vigo og Real Betis.